# 棱轴土人参
棱軸土人參（学名：Talinum fruticosum），俗稱皇宮菜、人參菜、歸來參、參仔菜、巴蔘菜。，一種草本多年生植物，分佈於墨西哥、加勒比海、中美洲及南美廣泛地區，是一種在熱帶地區的綠葉蔬菜。

## 形態
棱軸土人參會呈直立生長，高度可達30至100厘米（12-39吋），枝幹佈滿綠葉，開花時會開出細小的粉紅色花朵。

## 用途
作為一種綠葉蔬菜，棱軸土人參含有豐富的維生素A和C、鐵質和鈣質；但它所含有草酸濃度高，患有腎病、痛風，以及類風濕性關節炎的患者應避免食用。
它被種植在西非，南亞，東南亞以及位於北美洲和南美洲的和暖地區。
在尼日利亞，棱軸土人參是其中一種最重要的綠葉蔬菜。在巴西，它主要分佈在帕拉州和亞馬遜並會沿著亞馬遜河岸邊生長。

## 其他相關馬齒莧科物種
- 土人參
- 馬齒莧

## 外部連結
- Talinum triangulare, new host of Ralstonia solanacearum in the Brazilian Amazon
- EcoPort （页面存档备份，存于）
- Online Nigeria （页面存档备份，存于）